# Păstură
Păstura, numită și pâinea albinei, este un produs apicol derivat din polen ce constituie una din rezervele de hrană ale albinelor.
Polenul este colectat de albinele lucrătoare de pe plante și depozitat în celulele fagurelui. Ulterior este presat și îmbogățit cu enzime și acoperit cu un strat subțire de miere. În decurs de trei luni au loc numerose transformări biochimice prin fermentare care asigură conservarea și mai buna digestibilitate a pasturii. 
Păstura are culoare cafenie închisă cu gust dulce-amar-acrișor datorită procesului de fermentare. Păstura este un aliment bogat în carbohidrați, proteine, vitamine, aminoacizi și acid lactic pentru hrana albinei. 

## Forme de prezentare
Păstura în fagure – în forma ei naturală, constă din bugăți de fagure ale căror celule sunt umplute la 1/3 sau 1/2 din volumul lor. Se păstrează la loc uscat și răcoros, putând fi ușor atacată de viermele de păstură.
Pastă de păstură - păstură amestecată cu ceară, de obicei se dă prin mașina de tocat și se amestecată cu miere. Se păstrează bine datorită mierii.
Păstura granulată - granule de păstură în forma de hexagon alungit, curățate de ceară și boștină. Se păstrează în congelator, ferite de lumină, în vase închise ermetic. Datorită faptului că anterior a fost curățată se consumă cu plăcere.

## Beneficiile păsturii
Deși nedemonstrată științific, este un produs apicol cu proprietăți terapeutice la fel de notabile ca cele ale polenului crud sau ale lăptișorului de matcă. Utilizată în special în curele de detoxifiere, este un remediu natural foarte eficient, care stimulează metabolismul și ajută în eliminarea toxinelor, reglarea digestiei și menținerea sănătății organismului nostru. Datorită compoziției foarte complexe, păstura are foarte multe beneficii pentru sănătate.
O cură completă cu păstură ajută organismul să elimine toxinele, contribuind totodată la regenerarea ficatului, stimularea digestiei și refacerea florei intestinale.
Păstura este recomandată și persoanelor care suferă de anemie, imunitate scăzută sau probleme ale circulației sanguine. Iată care sunt cele mai importante beneficii:
- Adjuvant excelent în detoxifiere
- Susține buna funcționare a ficatului
- Este un foarte bun antianemic
- Stimulează buna funcționare a întregului aparat digestiv
- Are efect antioxidant, imunizant și energizant
- Reduce nivelul colesterolului din sânge